# Dienerella elegans
Espèce
Dienerella elegans est une espèce européenne d'insectes coléoptères de la famille des Latridiidae.

## Systématique
Charles Nicolas Aubé l'a décrite en 1850 de France sous le taxon Lathridius elegans, à partir d'un spécimen trouvé dans ses appartements.
Edmund Reitter, en 1880, a fait évolué le nom vers Cartodere elegans.
Marie-Joseph Belon et Étienne Mulsant ont écrit en 1881 qu'ils ne trouvaient pas l'espèce dans les collections d'insectes de France, mais qu'il pourrait s'agir de la même espèce que le Permidius inflaticeps que Motschulsky a décrit en 1866 en Crimée.
Liste des synonymes
- Cartodere costipennis E. Reitter, 1877
- Cartodere depilis Belon, 1895
- Cartodere elegans (Ch. Aubé, 1850)
- Cartodere elegantula E. Reitter, 1890
- Cartodere forticostis E. Reitter, 1911
- Dienerella (Dienerella) elegans (Aubé, 1850)
- Lathridius delectus T.V. Wollaston, 1858
- Lathridius elegans Ch. Aubé, 1850
- Latridius elegans Ch. Aubé, 1850
- Permidius inflaticeps V.I. Motschulsky, 1866